# Zmarli w październiku 2010

## Październik 2010
- 31 października
  - Roman Metzler, polski aktor[1]
  - János Simon, węgierski koszykarz[2]
  - Wilibald Winkler, polski naukowiec, rektor Politechniki Śląskiej, dyplomata, wiceminister edukacji, wojewoda śląski[3]
- 30 października
  - Romano Bonagura, włoski bobsleista[4]
  - Ryszard Czekała, polski reżyser i scenarzysta filmów animowanych[5]
  - Harry Mulisch, holenderski pisarz[6]
- 29 października
  - Stanisław Arentowicz, polski samorządowiec i działacz regionalny[7]
  - Ludwik Jerzy Kern, polski pisarz, poeta, satyryk[8]
  - Takeshi Shudō, japoński pisarz, scenarzysta[9]
- 28 października
  - Stanisław Lenartowicz, polski reżyser i scenarzysta filmowy[10]
  - James MacArthur, amerykański aktor[11]
  - Jonathan Motzfeldt, grenlandzki polityk, premier Grenlandii[12]
- 27 października
  - Néstor Kirchner, argentyński polityk, prezydent Argentyny[13]
  - Jerzy Kozłowski, polski lekkoatleta (sprinter), dyrektor zakładów młynarskich, autor monografii o Zduńskiej Woli[14]
  - Sakr II ibn Muhammad al-Kasimi, emir Ras al-Chajma
- 26 października
  - Kazimierz Jacukowicz, podsekretarz Stanu w Ministerstwie Komunikacji w latach 1969-1983, projektant, budowniczy[15]
  - James Phelps, amerykański muzyk R’n’B[16]
- 25 października
  - Lisa Blount, amerykańska aktorka[17]
  - Richard Gill, amerykański śpiewak operowy[18]
  - Gregory Isaacs, jamajski muzyk reggae[19]
  - Andrzej Konic, polski reżyser filmowy[20]
  - Vesna Parun, chorwacka pisarka, poetka[21]
  - Andrzej Tomaszewski, polski historyk architektury i sztuki, architekt, konserwator[22]
  - Tadeusz de Virion, polski prawnik, adwokat[23]
- 24 października
  - Bogdan Dymarek, polski działacz partyjny, wicewojewoda bydgoski (1973–1980), wojewoda pilski (1982–1987), wiceminister budownictwa, gospodarki przestrzennej i komunalnej (1987)[24]
  - Andy Holmes, brytyjski wioślarz, trzykrotny medalista olimpijski[25]
  - Jerzy Józef Kopeć, polski duchowny katolicki, liturgista, teolog, profesor KUL-u[26]
- 23 października
  - Francis Crippen, amerykański pływak[27]
  - Janusz Królik, polski historyk sztuki, muzealnik, malarz[28]
  - David Thompson, barbadoski polityk, premier Barbadosu[29]
- 21 października
  - Antoni Franosz, polski piłkarz[30]
  - Jerzy Knyba, polski historyk, badacz kultury i historii Kaszub, działacz społeczny[31]
  - Loki Schmidt, niemiecka działaczka na rzecz ochrony środowiska, botanik, małżonka kanclerza Helmuta Schmidta[32]
- 20 października
  - Bob Guccione, amerykański twórca popularnego pisma dla mężczyzn „Penthouse”[33]
  - Eva Ibbotson, brytyjska pisarka[34]
  - Farooq Leghari, pakistański prezydent[35]
  - Tichon, rosyjski duchowny prawosławny, biskup Rosyjskiego Kościoła Prawosławnego[36]
  - Ari Up, brytyjska piosenkarka, liderka grupy The Slits[37]
- 19 października
  - Tom Bosley, amerykański aktor[38]
- 17 października
  - Adam Brodecki, polski lekarz pediatra, łyżwiarz figurowy, olimpijczyk[39]
- 16 października
  - Barbara Billingsley, amerykańska aktorka[40]
  - Eyedea, amerykański raper[41]
- 15 października
  - Zofia Morawska, polska działaczka społeczna, dama Orderu Orła Białego[42]
  - José Nogueira Valente Pires, portugalski generał, gubernator Timoru Portugalskiego (1968–1971)[43]
  - Johnny Sheffield, amerykański aktor[44]
  - Eugeniusz Wróbel, polski urzędnik państwowy, były wicewojewoda katowicki i były wiceminister transportu[45]
- 14 października
  - Patryk Jakubowski, polski zawodnik w strzelectwie[46]
  - Simon MacCorkindale, brytyjski aktor[47]
  - Benoît Mandelbrot, francuski matematyk, laureat Nagrody Wolfa[48]
  - Tadeusz Styczeń, polski duchowny katolicki, salwatorianin, filozof, etyk, profesor KUL-u[49]
- 13 października
  - Jiří Křižan, czeski scenarzysta, doradca prezydenta Havla[50]
- 12 października
  - Mirosława Dubrawska, polska aktorka[51]
  - Ryszard Handke, polski literaturoznawca, profesor Uniwersytetu Warszawskiego i Instytutu Slawistyki PAN[52]
  - Belva Plain, amerykańska pisarka[53]
- 10 października
  - Solomon Burke, amerykański piosenkarz rockowy[54]
  - Maria Chełchowska-Słowik, polska lekkoatletka (sprinterka i skoczkini w dal)[55]
  - Richard Lyon-Dalberg-Acton, 4. baron Acton, brytyjski arystokrata i polityk[56]
  - Jang Hwang-yop, północnokoreański dygnitarz, główny ideolog Partii Pracy Korei[57]
  - Raymond Kintziger, beligjski lekkoatleta, dyskobol[58]
  - Adán Martín Menis, kanaryjski inżynier, polityk, prezydent Wysp Kanaryjskich[59]
  - Joan Sutherland, australijska śpiewaczka operowa (sopran)[60]
- 9 października
  - Maurice Allais, francuski inżynier, ekonomista, laureat Nagrody Nobla[61]
  - Olgierd Narkiewicz, polski lekarz, anatom, neuroanatom, profesor Gdańskiego Uniwersytetu Medycznego[62]
- 8 października
  - James Fuchs, amerykański lekkoatleta, kulomiot[63][64][65]
  - John Huchra, amerykański astronom[66]
  - Mieczysław Janik, polski operator dźwięku[67]
  - Choi Yoon-Hee, południowokoreańska pisarka zwana „Kaznodziejką szczęścia”[68]
  - Albertina Walker, amerykańska piosenkarka[69]
- 7 października
  - Lupczo Jordanowski, macedoński sejsmolog, polityk, p.o. prezydenta Macedonii[70]
  - Sławomir Lewandowski, polski aktor[71]
  - Milka Planinc, chorwacka polityk, premier SFRJ[72]
- 6 października
  - Georges Salomon, francuski producent znanej marki nart[73]
- 5 października
  - Roy Ward Baker, brytyjski reżyser filmowy[74]
  - Bernard Clavel, francuski pisarz[75]
  - Jānis Klovāns, łotewski szachista, arcymistrz[76]
  - Stanisław Kołat, polski zootechnik i działacz partyjny, przewodniczący Prezydium Wojewódzkiej Rady Narodowej w Krośnie (1980–1984)[77]
  - Steve Lee, szwajcarski wokalista rockowy, wokalista grupy Gotthard[78]
  - Karen McCarthy, amerykańska polityczka, członkini Izby Reprezentantów (1995-2005)[79]
- 4 października
  - Norman Wisdom, brytyjski aktor, komik[80]
- 3 października
  - Piotr Godlewski, polski tłumacz literatury pięknej z języka czeskiego i słowackiego[81]
  - Krzysztof Kondratowicz, trener i popularyzator jiu-jitsu w Polsce[82]
- 2 października
  - Wiesław Kwiatkowski, polski piłkarz[83]
- 1 października
  - Gerard Labuda, polski historyk, mediewista[84]
  - Michel Mathieu, francuski polityk[85]